# Харди (художник)
Харди (индон. Hardi; наст. имя R. Soehardi,  (26 мая 1951 — 28 декабря 2023) — индонезийский художник, представитель направления «Новая живопись» (Seni Rupa Baru).

## Краткая биография
В 1971—1974 учился в Академии изобразительных искусств Индонезии в Джокьякарте, в 1975—1977 — в Академии Яна ван Эйка в Маастрихте (Нидерланды). Там же состоялась первая персональная выставка (1976). Один из основателей Культурного форума Джакарты (Формаджа, сент. 2015). Первые три картины продал в 1970 году в небольшую лавку, владельцем которой был некто Нека, превратившийся позднее в одного из крупнейших торговцев живописью в Индонезии.

## Творчество

Харди за работой в студии

Первые картины отражали социальный протест в соответствии с направлением деятельности группы «Новая живопись», членом которой он являлся. В 1978 он был арестован за фотоколлаж, изображавший художника в генеральской форме с подписью «Президент 2001 года. Сухарди». Освобождён в результате заступничества вице-президента Адама Малика, любителя искусства.
В последующем стал приверженцем экспрессионизма. Известны многочисленные портретные работы художника (например, портрет Радена Салеха или президента Джоко Видодо) и картины на мифологические сюжеты.
Увлекался также изготовлением и коллекционированием крисов.
Провёл 16 персональных выставок, в том числе за рубежом. С 2009 — активный член рабочего комитета Конгресса культуры Индонезии. Картины художника хранятся в музеях Джакарты и Бали, в частных коллекциях. 17-26 июня 2011 в Джакарте в связи с 60-летним юбилеем художника состоялась его персональная ретроспективная выставка «Искусство и политика».
Произведения художника носят острый социальный характер.

## Произведения художника в России
- В 2010 московское издательство «Ключ-С» выпустило книгу стихов индонезийского поэта Тауфика Исмаила, в дизайне обложки которой использована картина Харди «Балийская танцовщица»[5].
- Другая его картина «Крестьянская семья» использована в дизайне обложки антологии малайского и индонезийского рассказа «Малайская кровь», вышедшей в том же издательстве в 2011 году[6].
- Ещё две его картины («Портрет президента Сукарно» и «Нефтяная вышка») послужили основой для дизайна обложки книги «Индонезия. Краткий справочник. Русско-индонезийский разговорник», выпущенной издательством «Ключ-С» в 2013 году[7]
- Картина художника «Homage to Chairil Anwar» использована в дизайне обложки книги «В поисках мечты»[8]

## Награды
- Премия индонезийского правительства «Пермата» (2002)